# Jan Petersen
Jan Petersen (ur. 11 czerwca 1946 w Oslo) – norweski polityk, prawnik i dyplomata, były minister spraw zagranicznych i przewodniczący Partii Konserwatywnej (Høyre).

## Życiorys
Studiował prawo na Uniwersytecie w Oslo, po zdaniu egzaminów państwowych uzyskał stopień cand.jur. (1973). W drugiej połowie lat pracował w rządowej Norweskiej Agencji ds. Współpracy w Dziedzinie Rozwoju (NORAD).
Zaangażował się w działalność konserwatywnej partii Høyre. W okresie 1971–1973 pełnił funkcję przewodniczącego organizacji młodzieżowej, a w latach 1994–2004 kierował całym ugrupowaniem. Funkcje polityczne obejmował od 1967, został wówczas radnym gminy Oppegård. Zasiadał w niej do 1983, w latach 1975–1981 pełniąc funkcję burmistrza.
W 1981 po raz pierwszy został wybrany do Stortingu. Reelekcję uzyskiwał w sześciu kolejnych wyborach, sprawując mandat poselski do 2009. Od 2001 do 2005 pełnił funkcję ministra spraw zagranicznych Norwegii w koalicyjnym rządzie Kjella Magne Bondevika.
W 2009 objął urząd ambasadora Norwegii w Austrii, zakończył urzędowanie w 2014.

## Odznaczenia
- Komandor z Gwiazdą Orderu Świętego Olafa (2004)[1]
- Krzyż Komandorski z Gwiazdą Orderu Zasługi Rzeczypospolitej Polskiej (2003)[2]